# Phyllonorycter gemmea
Phyllonorycter gemmea là một loài bướm đêm thuộc họ Gracillariidae. Loài này có ở Hoa Kỳ (Massachusetts và Maine).
Sải cánh dài 7-7.5 mm.
Ấu trùng ăn Robinia species, bao gồm Robinia pseudacacia. Chúng ăn lá nơi chúng làm tổ.